# Alfred Teichmann (Maler)

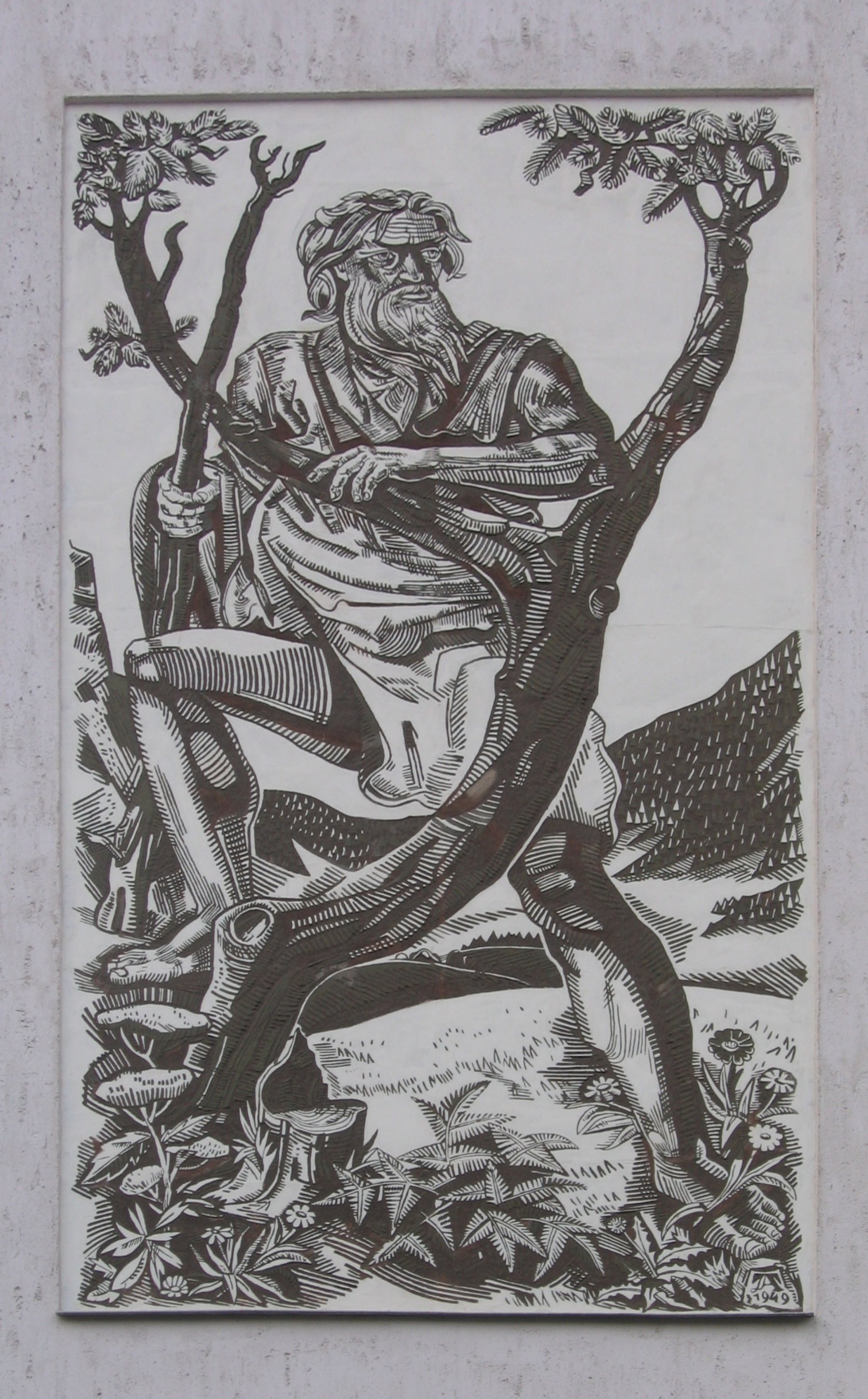
Sgraffito Rübezahl von 1949, Gymnasium Dresden-Cotta

Alfred Teichmann (* 27. September 1903 in Gersdorf; † 21. April 1980 in Dresden) war ein deutscher Landschaftsmaler. Zeitlebens malte er die Ostseeküste.

## Leben
Teichmanns Vater war Maurer in Hartha. Nach Abschluss einer Lehre als Dekorationsmaler bereiste Teichmann in den 1920er und frühen 1930er Jahren Süddeutschland, Italien, Österreich, die Schweiz, Slowenien, Kroatien, Griechenland, die Türkei, Ägypten, Palästina, Spanien, Frankreich und Norwegen. Dabei lebte er vom Verkauf seiner dort entstandenen Ölbilder und Radierungen.
Nach kurzen Besuchen der Kunstgewerbeschule Dresden (1922) und der Unterrichtsanstalt des Kunstgewerbemuseums Berlin (1926) begann Teichmann 1929 ein Kunststudium an der Hochschule für Bildende Künste Dresden. 1936 schloss er es mit Auszeichnung ab. Ab 1934 zog es ihn regelmäßig auf die Kurische Nehrung. In Nidden, Purwin, Preil und Perwelk entstanden zahlreiche Gemälde, Aquarelle und Zeichnungen: Landschaften zu verschiedenen Tages- und Jahreszeiten, Dünen mit Wolkenstimmungen, Boote und Fischerkähne. Auf der Nehrung lernte er auch seine aus Memel stammende Frau Maria kennen.
In der Zeit des Nationalsozialismus war Teichmann obligatorisch Mitglied der Reichskammer der bildenden Künste. Es sind jedoch nur zwei große Ausstellungen bekannt, an denen er teilnahm. Teichmann nahm als Soldat der Wehrmacht am Zweiten Weltkrieg teil. Nach seiner Entlassung aus sowjetischer Kriegsgefangenschaft im Jahre 1948 lebte und arbeitete er wieder in Dresden. Er wurde Mitglied des Verbands Bildender Künstler der DDR.  Er schuf auch mehrere große figürliche Sgraffiti. Regelmäßig besuchte er Ahrenshoop an der Ostsee, wo er von 1955 bis zu seinem Tode viele Bilder malte. In ihnen ist die Sehnsucht Teichmanns nach der Kurischen Nehrung zu spüren.
Teichmann war mit der Malerin Maria Teichmann, geborene Missullis, (1914–1988) verheiratet. Die Textilgestalterin Maria Schade ist die gemeinsame Tochter.

## Werke (Auswahl)

### Tafelbilder (Auswahl)
- Blick von der Brühlschen Terrasse (Öl, 1921)[1]
- Kairo (Öl auf Leinwand, 1926)[2]
- Spanisches Fischerdorf (Öl auf Leinwand, 1928)[3]
- Heukähne werden entladen (Öl auf Leinwand, Kurische Nehrung, 1930)
- Bethlehem (Öl auf Leinwand, 1931)[4]
- Blick auf Rügen (Öl auf Leinwand, 1932)[5]
- Südliche Landschaft (Öl, 1952)[6]

### Baugebundene Werke (Auswahl)
- Szenen zur Bierbrauerei (Entwurf für ein Natursteinmosaik, um 1953; Eingang zum „Altmarktkeller“ in Dresden; mit Kurt Wünsche)[7]

## Ausstellungen (mutmaßlich unvollständig)

### Postume Personalausstellungen
- 1981: Dresden, Kunstausstellung Kühl (Malerei und Grafik)
- 1998: Dresden, Galerie Finckenstein (Reisebilder – Arbeiten der 20er Jahre), Einführung durch Teichmanns Schwiegersohn Werner Schade
- 2003: Ahrenshoop, Kunstkaten (Landschaftsporträts. Die Ostseelandschaften von der Kurischen Nehrung zu Fischland und Darss. Malerei und Arbeiten auf Papier)
- 2005: Ellingen, Kulturzentrum Ostpreußen (Landschaftsporträts. Die Ostseelandschaften von der Kurischen Nehrung zu Fischland und Darss. Malerei und Arbeiten auf Papier)
- 2023: Dresden, Bürgerzentrum Waldschänke Hellerau (Reise in den Süden 1925 bis 1926, Malerei)[8]
- 2024: Hartha, Galerie der Bibliothek (Alfred Teichmann, 1903–1980 „Ein Leben für die Kunst“)[9]

### Teilnahme an Gruppenausstellungen
- 1934: Dresden, Brühlsche Terrasse („Sächsische Kunstausstellung“)
- 1934: Dresden, Brühlsche Terrasse („Sächsische Aquarell-Ausstellung“)
- 1958/1959: Dresden, Vierte Deutsche Kunstausstellung